# 维克托·戈卢别夫
维克托·马克西莫维奇·戈卢别夫（俄语：Виктор Максимович Голубев，1915年1月17日—1945年5月17日），苏联空军飞行员。蘇聯英雄。

## 生平
1915年1月17日出生于彼得格勒的一个俄国人家庭。1918年随家人移居至雅罗斯拉夫尔省乌格里奇。1930年中学毕业后在工厂工作。1936年毕业于航空学校，同年参加苏联红军。1939年9月毕业于哈尔科夫边防军事学校，他继续在恩格斯军事航空学校学习。1940年10月从恩格斯军事航空学校毕业后，分配至强击航空兵第209团。1941年6月苏德战争爆发后，历任飞行员、航空兵中队长、大队长、强击航空兵第285团领航员。1942年加入联共（布）。驾驶强击机伊尔-2转战于西南方面军（1941年9月－1942年7月）、顿河方面军（1942年9月－1943年2月）、中央方面军（1942年10月－1943年10月）、白俄罗斯方面军（1943年10月－1943年11月），参加斯摩棱斯克、奧廖爾、伏尔加格勒、普里皮亚季、顿河畔罗斯托夫等会战。在1943年7月至8月的库尔斯克战役中，在敌方虎式、豹式、菲迪南等重装武器疯狂进攻的情况下持续发动攻击，击毁数十辆坦克，完成地面强击任务，轰动一时。1942年8月12日和1943年8月24日两次获得苏联英雄称号，是空军第16集团军的首位两次苏联英雄称号获得者。1943年在茹科夫斯基空军学院学习。战争期间共完成战斗出动157次。1945年5月17日在伊尔-2的一次飞行训练中意外牺牲，葬于莫斯科新圣女公墓。获列寧勳章一枚、紅旗勳章二枚、二级衛國戰爭勳章和红星勋章各一枚，奖章多枚。